# Prospect (Australie-Méridionale)
Pour les articles homonymes, voir Prospect.
Prospect est une banlieue située au nord d'Adélaïde, dans l'état d'Australie-Méridionale, en Australie.